# Каики Кенжи
Каики Кенжи Такамура Корреа (порт.-браз. Kaique Kenji Takamura Correa; родился 29 января 2006) — бразильский футболист, вингер клуба «Крузейро».

## Клубная карьера
Воспитанник футбольной академии клуба «Крузейро». В основном составе бразильского клуба дебютировал 20 октября 2024 года в матче бразильской Серии A против клуба «Коринтианс», выйдя на замену на 73-й минуте.

## Личная жизнь
Его отец Клебер Корреа также был профессиональным футболистом и выступал за сборную Бразилии.